# チェスター・ベニントン
チェスター・ベニントン（Chester Bennington、1976年3月20日 - 2017年7月20日）は、アメリカ合衆国の歌手。
亡くなるまでロックバンド・リンキン・パークのボーカリストを務めており、ストーン・テンプル・パイロッツ、デッド・バイ・サンライズの元ボーカリストでもある。身長178cm。

## 生涯

### 幼少期
チェスターは、アリゾナ州フェニックスで生まれた。父親は刑事、母親は看護師でチェスターが11歳のときに離婚し父親に引き取られた。7、8歳から13歳まで年長の男友達から性的虐待を受け16歳までにLSDなどの薬物やアルコールを大量摂取するようになる。寂しい家庭環境を紛らわすため絵を描いたり詩を書いたりするようになり音楽に興味を持ちデペッシュ・モードやストーン・テンプル・パイロッツの影響を受ける。Grey Dazeというバンドを始め仲間ができたことで環境は好転するが暗い過去を忘れるためにますます酒やコカインやメタンフェタミンに溺れるようになる。薬物中毒で風貌が一変したことに驚いた母親に17歳のときに連れ戻されるが音楽活動は好調で2枚のアルバムを出し地元の人気バンドとなるも解散し22歳で結婚しデジタルサービス会社で働く。
後には薬物中毒を克服しインタビューで薬物の使用を非難している。彼はプロのミュージシャンになる前バーガーキングでも働いていた。

### プロフェッショナルとして
リンキン・パークに加入する前チェスターはフェニックスのグランジ・バンドGrey Dazeで活動していた。1998年にGrey Dazeを脱退したがしばらくは新しいバンドが見つからなかった。音楽を諦めかけていたころロサンゼルスにあるZomba Musicの副社長ジェフ・ブルーが彼をリンキン・パークのボーカルのオーディションに誘った。チェスターは仕事を辞め家族をカリフォルニア州に呼び寄せオーディションにも合格した。チェスターと前のボーカルだったマイク・シノダは素晴らしい成功を収めたがなかなかレコードの発売には至らなかった。しかしジェフ・ブルーの力添えがあったおかげでワーナー・ブラザース・レコードと契約することができた。
2000年代初頭の驚異的な成功にもかかわらずチェスターはステージの外では多くの問題を抱えていた。もともと彼は病弱で2001年のオズフェストの最中にドクイトグモに腕を噛まれてしまった。アルバム『メテオラ』の製作中にも健康に悩まされた。2003年夏には病気に倒れた。2007年10月にはメルボルンでのステージで舞台に飛び乗ろうとした時に手首に怪我を負ったが演奏を続け終了後すぐに救急救命室に運び込まれた。
驚異的なシャウトとバラードでの魅力的な声が特徴だがどうすればそのような声が出せるのかというインタビュアーの質問に対しては「何でこんな声が出せるのか自分でもよくわからない」と答えている。

### 私生活
チェスターは1996年10月31日に最初の妻サマンサと結婚した。2002年4月19日には子供が産まれ、ドレイヴン・セバスチャンと名づけられた。チェスターは最初の妻であるサマンサとはリンキン・パークの活動の中ですれ違いが多くなり2005年に離婚に至った。サマンサとの離婚後チェスターは元プレイメイトのタリンダ・ベントレーと再婚し二人の間に生まれた子供をタイラー・リーと名づけた。彼の家族はカリフォルニア州オレンジ郡のニューポートビーチにある6000平方フィートの豪邸に住んでいる。6人の子持ち。
彼は2006年公開のジェイソン・ステイサム主演の映画『アドレナリン』にカメオ出演している。また刺青の愛好者である。体中に刺青とピアスがあるだけでなくアリゾナ州テンピにあるタトゥーショップ「Club Tattoo」の共同経営者でもある。このタトゥーショップは雑誌などにも多く取り上げられ評価されておりニューヨークでアートショーが開催されたほどである。
また彼は動物の権利団体PETA(動物の倫理的扱いを求める人々の会)のINK NOT MINK（毛皮を着るくらいなら刺青で）キャンペーンにも参加しており2009年に毛皮反対の意思を公表している。PETAのインタビューの中でチェスターは「僕たちはこの世界のすべての生き物に敬意を示す必要がある」といい動物の権利を支持し「毛皮を買わない」という選択だけではなく犬や猫の里親になる選択を促している。

### 保有資産
2019年の時点で約3000万ドルの資産を保有している。

### 死去
2017年7月20日、ロサンゼルスの自宅で死亡しているのが発見された。家族が外出中の首吊り自殺だった。満41歳没。この2か月前に音楽仲間のクリス・コーネルが首吊り自殺しており、チェスターが亡くなった日はコーネルの誕生日だった。チェスターはコーネルの息子の代父も務める親しい友人でもあり、コーネルの葬儀ではレナード・コーエンのハレルヤを歌ったばかりであった。

## ディスコグラフィ

### デッド・バイ・サンライズ
- 『アウト・オブ・アッシュズ』 - Out Of Ashes (2009年)

### ストーン・テンプル・パイロッツ
- 『ハイ・ライズ』 - High Rise (2013年)

### Grey Daze
- Wake Me (1994年)
- ...No Sun Today (1997年)
- Amends (2020年)

### ソロ作品
- "System" (2002年) - 映画『クイーン・オブ・ザ・ヴァンパイア』サントラ収録
- "Karma Killer" (2002年) - Cycleflyのアルバム『Crave』収録
- "Cry To Yourself" (旧題"State of the Art") - DJ リーサル（リンプ・ビズキット）のシングル (2004年)
- "Rock 'N' Roll (Could Never Hip-Hop Like This) Part 2" (2004年) - Handsome Boy Modeling School『White People』収録
- "Walking Dead" (2005年) - Z-Trip『Shifting Gears』収録
- "Home Sweet Home" (2005年) - モトリー・クルーのカバー。ハリケーン・カトリーナ被害者支援ソング。
- "Slow Ya Roll" (2007年) - ヤング・バック『Buck the World』収録
- "Riders on the Storm" (2010年) - サンタナ『ギター・ヘヴン〜グレイテスト・ロック・クラシックス〜』収録、ドアーズの楽曲をサンタナとカバー。
- "Cross Off" (2019年) - マーク・モートン（ラム・オブ・ゴッド）『Anesthetic』収録

## 出演

### 映画
- 『アドレナリン』 (2006年)
- 『アドレナリン:ハイ・ボルテージ』 (2009年)
- 『ソウ ザ・ファイナル 3D』 (2010年)

### ミュージック・ビデオ
- フーバスタンク : "Same Direction" (2004年)[10]